# Cydeways: The Best of The Pharcyde
Albums de The Pharcyde
Plain Rap
(2000) Humboldt Beginnings
(2004)
Cydeways: The Best of The Pharcyde est une compilation de The Pharcyde, sortie le 16 janvier 2001.

## Liste des titres
| No  | Titre                                                          | Album original               | Durée |
| --- | -------------------------------------------------------------- | ---------------------------- | ----- |
| 1.  | It's Jiggaboo Time (Produit par J-Swift)                       | Bizarre Ride II the Pharcyde | 1:28  |
| 2.  | Ya Mama (Produit par J-Swift)                                  | Bizarre Ride II the Pharcyde | 4:22  |
| 3.  | Oh Shit (Produit par J-Swift)                                  | Bizarre Ride II the Pharcyde | 4:29  |
| 4.  | Quinton's on the Way (Skit) (Produit par J-Swift)              | Bizarre Ride II the Pharcyde | 2:10  |
| 5.  | Pack the Pipe (Produit par J-Swift)                            | Bizarre Ride II the Pharcyde | 5:05  |
| 6.  | Return of the B-Boy (Produit par J-Swift)                      | Bizarre Ride II the Pharcyde | 3:34  |
| 7.  | 4 Better or 4 Worse (Interlude) (Produit par J-Swift)          | Bizarre Ride II the Pharcyde | 0:37  |
| 8.  | Passing Me By (Produit par J-Swift)                            | Bizarre Ride II the Pharcyde | 5:03  |
| 9.  | Otha Fish (Produit par J-Swift)                                | Bizarre Ride II the Pharcyde | 5:23  |
| 10. | Drop (Produit par L.A. Jay)                                    | Labcabincalifornia           | 5:38  |
| 11. | Runnin' (Produit par Jay Dee)                                  | Labcabincalifornia           | 4:56  |
| 12. | Somethin' That Means Somethin' (Produit par Jay Dee)           | Labcabincalifornia           | 3:29  |
| 13. | Devil Music (Produit par Fatlip)                               | Labcabincalifornia           | 4:14  |
| 14. | She Said (Jay Dee Remix) (Remix de Jay Dee)                    | Inédit                       | 4:25  |
| 15. | Panty Raid (Produit par The Brand New Heavies et Michael Ross) | Inédit                       | 4:04  |